# ناثان كيلي
ناثان كيلي (بالإنجليزية: Nathan Kelley)‏ هو مهندس معماري أمريكي، ولد في 26 فبراير 1808 في Union Township, Warren County, Ohio ‏ في الولايات المتحدة، وتوفي في 20 نوفمبر 1871 في كولومبوس في الولايات المتحدة.